# 1714. El preu de la llibertat
1714. El preu de la llibertat (en español 1714. El precio de la libertad) fue un proyecto de miniserie de ficción histórica sobre el sitio de Barcelona que fue presentado en Barcelona, en noviembre de 2013 y que no llegó a ser ejecutado.
Estaba previsto que la serie tuviera dos episodios de 90 minutos que narrarían la historia del sitio de Barcelona y la Batalla del Once de Septiembre, en el ámbito de  la Guerra de Sucesión Española, basados en la trilogía del mismo nombre del escritor y diputado de Esquerra Republicana de Cataluña, Alfred Bosch.
La dirección correspondía a Sílvia Quer y la producción a Televisió de Catalunya, La Xarxa de Comunicació Local y Prodigius Cinema. El reparto contaba con Sílvia Bel, Lluís Homar, Josep Maria Pou y Marc Cartes como protagonistas.

## Producción
Su producción esperaba desarrollarse a principios de 2014 en la provincia de Barcelona; el rodaje tenía previsto una duración de entre ocho y nueve semanas. Además de la filmación en Barcelona, el equipo técnico de la serie tenía localizados otros puntos de grabación del territorio catalán, como Tortosa, Lérida o el castillo de San Fernando situado en Figueras.
Agustí Mezquida comentó en la presentación que «el presupuesto de la producción era de tres millones de euros, la mayor parte de los cuales provienen de empresas, entidades e instituciones colaboradoras». A través de una campaña de micromecenazgo, el proyecto consiguió una inversión de más de 225.000 euros; de entre ellos, casi un 75 % del total del presupuesto (150.000 euros) fue aportado por Euskal Irrati Telebista.